# Sea Girls
Les Sea Girls est un groupe de musique composé de quatre chanteuses (Judith Rémy, Prunella Rivière, Élise Roche, Delphine Simon) et deux musiciens (Benoit Simon ou Dan Panama  à la  guitare et Guillaume Lantonnet aux percussions).

## Le groupe
Les chanteuses sont issues de l’ENSATT.
Prunella Rivière est la fille de Jean-Max Rivière.

## Spectacles
- 2007 :  Chansons à pousse-pousse
- 2010 : Les Sea Girls fêtent la fin du monde, mis en scène de Patrick Haudecœur[6].
- 2011 : Faire pipi sur le gazon[7],[8]
- 2016 : La Revue burlesque
- 2021 : Anthologie… ou presque